# De weg naar Fame
De weg naar Fame is een televisieprogramma uitgezonden door RTL 4 in de maanden maart en april in 2007. In het programma werden vier nieuwe hoofdrolspelers voor de musical Fame gezocht. Albert Verlinde was de bedenker van de show en tevens uitvoerend producent.

## Juridische strijd
Eind 2006, toen SBS6 net klaar was met de eenmalige uitzending van Wie wordt Tarzan?, werden de plannen van Verlinde en RTL bekendgemaakt. De AVRO had echter voor de publieke omroep het concept van een hoofdrolspeler in een musical gekocht van de BBC en dreigde naar de rechter te stappen als RTL hetzelfde programma ging maken en een half jaar eerder (Op zoek naar Evita werd in het najaar van 2007 uitgezonden). RTL gaf als verklaring dat er al eerder auditie-programma's voor een hoofdrol in een musical zijn gehouden en dat het RTL-concept sterk verschilt van het originele BBC-concept.

## Verloop programma
Aan de audities deden 1700 potentiële musicalsterren mee. In deze audities werd de danskwaliteit van de musicalsterren getest, waarna de uitblinkers door mochten naar de zangauditie. Uiteindelijk bleven er zestien kandidaten (acht mannen en acht vrouwen) over, die 'the house of Fame' betraden. Dit was hun uitvalsbasis tijdens het verloop van de zoektocht.
In het programma was er om en om een aflevering gewijd aan de mannen en de vrouwen. De mannen streden voor de rollen van Tyrone en Schlomo en de vrouwen voor de rollen van Mabel of Serena.
Op de eerste dag kwamen er 850 mensen in actie, 100 mensen gingen verder. Daarna volgde een zware dansauditie, waarna nog 32 mensen overbleven. Het niveau tijdens de auditie werd door de jury getypeerd als goed. De zangrondes voor de rol van Tyrone werden als tegenvallend ervaren.
Aflevering 1 werd gewijd aan alle audities tot aan de eerste 8 betreders van 'the house of Fame'. Aflevering 2 liep gelijk aan aflevering 1, en zagen wij de andere acht bewoners die 'the house of Fame' zouden betreden. In de derde aflevering werden finalisten weggestemd en werden er verschillende dans- en zangoefeningen gedaan. De vierde aflevering stond in het teken van de zoektocht naar Tyrone. Nadat Boris afviel, gingen Ruben, Rogier en Juvani door naar de uiteindelijke finale later op de dag. In aflevering vijf ging het om de rol van Serena. Hiervoor streden Anouk, Cindy en Daphne, de dames mochten in een stemmenstudio van Disney de stem inspreken van kakkerlak Zsa Zsa, uit Pluk van de Petteflat, daarna spraken ze ook nog de stem in van het paard. Anouk viel als eerste van de drie af. Het ging tussen Cindy en Daphne. Danny, Hein en Tommy. Ze moesten samen met Monique Klemann en Mirjam Timmer een lied instuderen. Uiteindelijk werd Tommie de avond voor de auditie nog weggestuurd. Hein en Danny bleven over en speelden een stuk uit de musical, Hein overtuigde het meest en won. 
In de laatste aflevering werd de laatste rol weggegeven, die van Mabel. Hiervoor kwamen Wendy, Britt, Marike en Talitha in aanmerking. Wendy werd al snel weggestemd via een videoboodschap ’s ochtends vroeg (zoals dat altijd gebeurt bij voortijdige afvallers). De overige drie dames gingen samen met Sara Kroos en Willemijn Velthuijzen van Zanten een stand-upcomedy-act opvoeren. Waarna ze in de finale een scène van Mabel moesten spelen. Als eerste werd Marike weggestemd, vanwege haar gebrek aan danservaring. De strijd ging tussen Talitha en Britt, uiteindelijk won Talitha.

## Rol van Jim
Jim Bakkum die is aangetrokken voor de rol van Nick in de musical Fame was de steun en toeverlaat van de kandidaten tijdens deze periode, hij was de 'host' van de show, het uithangbord, maar hij wilde zichzelf geen presentator noemen. Ook werd later bekend dat Kim-Lian van der Meij een rol verkreeg als Carmen in de musical.

## Jury & Gastoptredens
Jury: 
- Albert Verlinde, musicalproducent
- Ad van Dijk, componist
- Martin Michel , choreograaf

Gastoptredens:
- Monique Klemann van Loïs Lane hielp Schlomo-kandidaat Hein met het schrijven van een lied.
- Mirjam Timmer van Twarres hielp Schlomo-kandidaat Tommie met het schrijven van een lied.
- Sara Kroos gaf een workshop stand-upcomedy aan de Mabels in aflevering 7
- Ellemijn Veldhuijzen van Zanten gaf een workshop stand-upcomedy aan de Mabels in aflevering 7

## Kandidaten
Dit waren de overgebleven zestien kandidaten :
mannen :
- Hein Gerrits kreeg de rol van Schlomo toegewezen
- Danny Houtkooper, kandidaat Schlomo
- Tommie Luyben, kandidaat Schlomo
- Vincent Pelupessy, kandidaat Schlomo
- Juvani Richardson kreeg de rol van Tyrone toegewezen
- Ruben Heerenveen, kandidaat Tyrone
- Boris Schreurs, kandidaat Tyrone
- Rogier Komproe, kandidaat Tyrone

vrouwen :
- Talitha Angwarmasse kreeg de rol van Mabel toegewezen
- Marike Folles, kandidaat Mabel
- Britt Lenting, kandidaat Mabel
- Wendy Peters, kandidaat Mabel
- Daphne Flint kreeg de rol van Serena toegewezen
- Cindy Bell, kandidaat Serena
- Anouk Maas, kandidaat Serena
- Noortje Fassaert, kandidaat Serena